# Профессия миссис Уоррен
«Профе́ссия ми́ссис Уо́ррен» (англ. Mrs. Warren's Profession) — пьеса Бернарда Шоу, опубликованная в 1893—1894 годах.

## История создания
«Профессия миссис Уоррен» входит в цикл «Пьесы неприятные» («Сердцеед» [The Philanderer] (1893), «Дома вдовца» [Widower’s Houses] (1885—1892)). Состоит из 4 действий. Данная пьеса была объявлена «безнравственной» и запрещена до 1902 года для постановки на сцене, так как в ней шла речь о проституции. Первая постановка в Америке была сорвана арестом труппы и негативной газетной шумихой. Автор заметил, что больше всего усердствовали газеты, сами постоянно печатавшие рекламу публичных домов.

## Сюжет
Миссис Уоррен содержит несколько домов терпимости в Бельгии, в Вене и Будапеште. Это даёт ей большой доход, и дочь её воспитывается в закрытых школах, а затем в университете, не подозревая об источнике материнского дохода. Когда дочь всё-таки узнаёт о страшном промысле матери, миссис Уоррен рассказывает ей о своих трёх сёстрах — о тех, что шли по пути добродетели, и о той, кому, как и ей самой, посчастливилось преуспеть на скользком пути порока.

## Действующие лица
- Миссис Уоррен — содержательница публичных домов, 45 лет;
- Мисс Виви Уоррен — её дочь, 22 года;
- Мистер Прейд — архитектор, друг миссис Уоррен, 50 лет;
- Сэр Джордж Крофтс — компаньон миссис Уоррен, баронет, 47 лет;
- Сэмюэль Гарднер — пастор англиканской церкви, более 50 лет;
- Фрэнк Гарднер — его сын, около 20 лет.

## Особенности системы персонажей
| Имя                        | Поступки | Фразы |
| -------------------------- | --- | --- |
| Миссис Уоррен, Китти       | Содержит «пансионы», обеспечила хорошее образование своей дочери, хочет быть с ней и дать ей самое лучшее, в чём она была обделена судьбой.         | М-с Уоррен: «Я хочу сказать, что ты напрасно упускаешь своё счастье. Ты думаешь, что люди — то, чем они кажутся, и что всё так и есть, как тебя учили думать в школе, — хорошо и правильно? Так нет же, всё это только притворство, чтобы держать в рамках трусливых, смирных, обыкновенных людишек. Хочешь узнать это в сорок лет, как другие женщины, когда будет уже поздно, или вовремя, от родной матери, которая тебя любит и может поклясться, что всё это правда, святая правда?» |
| Мисс Уоррен, Виви          | Отрекается от своей матери, стремится быть самостоятельной.                                                                                         | Виви: «Я пойду своей дорогой, у меня будет своё дело и свои друзья…..Но я не хочу быть пустой…..Нет, я дочь своей матери. Я такая же, как вы: мне нужна работа, нужно зарабатывать больше, чем я трачу. Но у меня другая работа и другая дорога». |
| М-р Прейд                  | Старый друг миссис Уоррен, пытается уговорить Виви не оставлять мать.                                                                               | М-р Прейд: «Я художник, и я не могу этому поверить, отказываюсь верить. Вы, я вижу, ещё не знаете, какой чудесный мир открывает перед нами искусство». |
| М-р Крофтс                 | Компаньон миссис Уоррен, ухаживает за Виви с целью сделать её своей женой, чтобы соединить капиталы.                                                | М-р Крофтс: «…у меня слово с делом не расходится, и если я что-нибудь чувствую, так не на шутку, а уж если я что-нибудь ценю, так плачу за это наличными». |
| Сэм Гарднер, пастор        | Является биологическим отцом мисс Уоррен, в прошлом имел интрижку с миссис Уоррен, боялся разоблачения. Пытается наставить сына на путь «истинный». | Пастор: «Я думал не о деньгах, сэр. Я имел в виду нечто не столь низменное — например, общественное положение». |
| Фрэнк Гарднер, сын пастора | Ухаживает за Виви с целью жениться на ней, чтобы обеспечить свою жизнь                                                                              | Фрэнк: «О, я вовсе не дурак в обычном смысле слова… Но вы ошибаетесь: загвоздка не в моральной стороне дела, а в денежной. Теперь я до старухиных денег и пальцем не смогу дотронуться». |

## Экранизации
- 1960 — «Профессия миссис Уоррен», ориг. название: «Frau Warrens Gewerbe». Режиссёр Акош Ратоньи. В главных ролях: Лилли Палмер, О. Э. Хассе, Йоханна Мац, Хельмут Лонер, Рудольф Фогель и др.
- 1972 — «Профессия миссис Уоррен», ориг. название: «Mrs. Warren’s profession». Режиссёр Херберт Уайз, Джеймс Селлан Джонс. В главных ролях: Корал Браун, Дерек Годфри, Джеймс Гроут, Ричард Пирсон, Роберт Пауэлл.